# جوليزار إرماك
جوليزار إرماك (من مواليد 1 يناير 1963، إزمير)، ممثلة وكاتبة سيناريو تركية. الممثلة التي تخرجت من جامعة 9 إيلول ، كلية الفنون الجميلة، قسم التمثيل، بدأت حياتها المهنية في عام 2008 مع دور سيفيل في المسلسل التلفزيوني "العشق الممنوع" . في عام 2014 كتب سيناريو المسلسل التلفزيوني المسمى "بانا الآن هكران" . 

## المسلسل التلفزيوني الذي كتبت السيناريو له
- عمر مسلسل تلفزيوني 2023
- اتصل بي هكران الآن ، مسلسل تلفزيوني، 2014

## فيلموغرافيا
- الرصاص ، مسلسل تلفزيوني، 2019
- كان يا ما كان ، مسلسل تلفزيوني، 2010-2012
- العشق الممنوع ، مسلسل تلفزيوني، 2008-2009

## روابط خارجية
- جوليزار إيرماك على IMDB نسخة محفوظة 2015-06-10 على موقع واي باك مشين.
- جوليزار إيرماك في Sinematurk.com نسخة محفوظة 2014-11-29 على موقع واي باك مشين.